# Municipio de Fayette (condado de Linn)
El municipio de Fayette (en inglés: Fayette Township) es un municipio ubicado en el condado de Linn en el estado estadounidense de Iowa. En el año 2010 tenía una población de 1267 habitantes y una densidad poblacional de 19,5 personas por km².

## Geografía
El municipio de Fayette se encuentra ubicado en las coordenadas 42°5′23″N 91°48′16″O / 42.08972, -91.80444. Según la Oficina del Censo de los Estados Unidos, el municipio tiene una superficie total de 64.97 km², de la cual 61,61 km² corresponden a tierra firme y (5,18 %) 3,37 km² es agua.

## Demografía
Según el censo de 2010, había 1267 personas residiendo en el municipio de Fayette. La densidad de población era de 19,5 hab./km². De los 1267 habitantes, el municipio de Fayette estaba compuesto por el 97,4 % blancos, el 0,47 % eran afroamericanos, el 0,08 % eran amerindios, el 0,32 % eran asiáticos, el 0,47 % eran de otras razas y el 1,26 % eran de una mezcla de razas. Del total de la población el 1,66 % eran hispanos o latinos de cualquier raza.